# Liste der Naturdenkmale in Demitz-Thumitz
Die Liste der Naturdenkmale in Demitz-Thumitz nennt die Naturdenkmale in Demitz-Thumitz im sächsischen Landkreis Bautzen.

## Definition
„Naturdenkmäler sind rechtsverbindlich festgesetzte Einzelschöpfungen der Natur oder entsprechende Flächen bis zu fünf Hektar, deren besonderer Schutz erforderlich ist
1. aus wissenschaftlichen, naturgeschichtlichen oder landeskundlichen Gründen oder
2. wegen ihrer Seltenheit, Eigenart oder Schönheit.“

## Liste
Link zu einem Kartenansichtstool, um Koordinaten zu setzen.
| Bild | Bezeichnung                                                              | Lage                                                                | Beschreibung | Datum | Nummer |
| ---- | ------------------------------------------------------------------------ | ------------------------------------------------------------------- | ------------ | ----- | ------ |
| BW   | Silberwasser zwischen Wölkau und Rothnaußlitz                            | Rothnaußlitz (51° 9′ 30,4″ N, 14° 15′ 27,1″ O)                      |              |       | BZ171  |
| BW   | Silberwasser und Ufergehölz östlich Cannewitz                            | Cannewitz (51° 10′ 3,2″ N, 14° 16′ 20,4″ O)                         |              |       | BZ172  |
| BW   | Schwarzwasserlauf und Gehölze unterhalb des Rückhaltebeckens             | Karlsdorf (51° 9′ 16,7″ N, 14° 16′ 2,1″ O)                          |              |       | BZ173  |
| BW   | Pottschapplitzer Wasser unterhalb Pottschapplitz                         | Pottschapplitz (51° 9′ 50,5″ N, 14° 15′ 32,5″ O)                    |              |       | BZ198  |
| BW   | Stauwurzel des Rückhaltebeckens Karlsdorf                                | Demitz-Thumitz (51° 8′ 48,8″ N, 14° 15′ 47,9″ O)                    |              |       | BZ199  |
| BW   | Sandgrube Medewitz                                                       | Medewitz (51° 8′ 12,1″ N, 14° 16′ 26,8″ O)                          |              |       | BZ209  |
| BW   | Silberwasser nördlich der Schliefermühle                                 | Wölkau, Kynitzsch (Bischofswerda) (51° 8′ 59,6″ N, 14° 13′ 38,2″ O) |              |       | BZ217  |
| BW   | Gehölz an der Einmündung des Pottschapplitzer Wasser in das Silberwasser | Pottschapplitz (51° 9′ 46,6″ N, 14° 15′ 39,6″ O)                    |              |       | BZ245  |